# نعيمة حمراء
النعيمة الحمراء أو أبو غُلام الرمال  (الاسم العلمي: Spergularia rubra) نوع نباتي يتبع جنس أبو غلام من الفصيلة القرنفلية.

## الوصف النباتي
النبات حولي مُحْوِل، أو معمر.
سُوقُه هزيلة، نائمة أو صاعدة، غُدَّيَّة الرأس، تطول من 10 إلى 25 سم.أوراقه لحمية، صغيرة، خطية، طولها 3 سم، الإزهرار هاميّ. أزهاره وردية اللون، صغيرة في سنمة مرتخية، خماسية
الكأسيات وخماسية البتلات. رائحتة مُستحبة.

## المركبات
صابونين، أملاح معدنية. أرمدتها مركبة من أملاح قلوية. وهو يزيل الحامض البولي يسكن التهابات المثانة
ومغص التهابات الكلية. ويفيد النمش والكَلَف. يزهر من آذار إلى أيار. يخشى التربة الكلسية.

## الأنتشار الجغرافي
لبنان، سوريا، أوروبا، سيبيريا، مناطق حوض البحر الأبيض المتوسط، وقارة آسيا.